# Jan Grothus
Jan Grothus herbu własnego – surogator grodzki żmudzki w latach 1754-1765.
W 1764 roku podpisał elekcję Stanisława Augusta Poniatowskiego z Księstwa Żmudzkiego.